# Modell wider Willen
Modell wider Willen (Originaltitel: Together Again) ist US-amerikanischer Spielfilm aus dem Jahr 1944, in der Irene Dunne und Charles Boyer den dritten und letzten gemeinsamen Auftritt als Leinwandpaar nach Ruhelose Liebe und When Tomorrow Comes absolvieren.

## Handlung
Anne Crandall übernimmt nach dem Tod ihres wesentlich älteren Ehemannes dessen Amt als Bürgermeister der Kleinstadt Brookhaven in Vermont. Fünf Jahre später hat sich Anne den Respekt und die Liebe der Stadtbewohner erworben durch ihren unermüdlichen Einsatz für die Belange des Gemeinwohls. Ihr berufliches Engagement beunruhigt allmählich ihren Schwiegervater Jonathan Crandall, der ihr rät, sich wieder zu verheiraten. Anne weist dieses Ansinnen entrüstet von sich und stiftet stattdessen eine Bronzestatue ihres Mannes, die vor dem Rathaus aufgestellt wird. Eines Nachts schlägt der Blitz den Kopf der Statue vom Rumpf. Gedrängt von ihrer Tochter Diana reist Anne nach New York, um den bekannten Bildhauer George Corday zu überreden, ein neues Standbild zu entwerfen. George verliebt sich augenblicklich in die schöne Witwe und führt sie zum Essen aus. Später gehen die beiden noch in einen schicken Nachtclub, in dem die bekannte Striptease Künstlerin Gloria La Verne auftritt. Anne verschüttet etwas auf ihrem Kleid und während sie den Fleck heraus wäscht und anschließend ihr Kleid wieder unter dem Fön trocknet, macht die Polizei eine Razzia im Club. Gloria La Verne entkommt durch die Toilette, reißt Anne das Kleid aus den Händen und kann so unerkannt entkommen. Die Polizei hält Anne, die nur in Unterwäsche im Raum steht, für Gloria und nimmt sie fest. Am Ende schafft es Anne, die Umstände der Verhaftung aufzuklären und fährt peinlich berührt zurück nach Vermont, fest entschlossen, niemanden von dem Vorfall zu erzählen. George, der sich in Anne verliebt hat, folgt ihr. Zahlreiche Komplikationen ergeben sich, als sich Diana in George verliebt und damit die Eifersucht ihres Verehrers Gilbert Parker weckt. Um Diana wiederum eifersüchtig zu machen, flirtet Gilbert mit Anne und verliebt sich am Ende tatsächlich in sie. Am Ende ist es Jonathan, der alle romantische Verwicklungen entwirrt und die passenden Paare zusammen führt.

## Hintergrund
Irene Dunne war bis Mitte der 1930er durch Auftritte in tränenreichen Melodramen wie Back Street, The Secret of Madame Blanche oder Magnificent Obsession zu einem der populärsten weiblichen Stars in Hollywood aufgestiegen. Ihr Auftritt in Theodora wird wild brachte ihr 1936 die zweite Nominierung für einen Oscar ein und ermöglichte den Wechsel ins komödiantische Fach. 1939 trat sie unter der Regie von Leo McCarey zum ersten Mal an der Seite von Charles Boyer in Ruhelose Liebe auf. Der Film war ein großer Erfolg und die beiden Schauspieler fanden einige Monate später für die Produktion von When Tomorrow Comes erneut zusammen. Es fehlte in den folgenden Jahren nicht an Versuchen, das erfolgreiche Leinwandpaar wieder vor die Kameras bekommen. 1940 beispielsweise war Irene Dunne für die weibliche Hauptrolle neben Boyer in All This And Heaven Too vorgesehen, ehe die Rolle an Bette Davis ging. 1942 wollte Metro-Goldwyn-Mayer die beiden für das US-amerikanische Remake von Gaslicht verpflichten, ehe der Film schließlich mit Boyer und Ingrid Bergman gut zwei Jahre später schließlich als Das Haus der Lady Alquist in Produktion ging.
Erst Mitte 1944 fand die Produzentin Virginia Van Upp schließlich einen geeigneten Filmstoff in der romantischen Komödie Modell wider Willen. Irene Dunne hatte kurz vorher einen Vertrag über zwei Filme mit Columbia Pictures unterschrieben, deren autokratischer und für seine Vulgaritäten berüchtigte Firmenchef Harry Cohn die Schauspielerin im Gegensatz zu seinen anderen weiblichen Stars nie anders als mit Respekt und Hochachtung behandelte. Für die Schauspielerin bildete der Film eine willkommene Abwechslung nach einer Reihe von hochdramatischen Auftritten in den patriotischen Werken Kampf in den Wolken und The White Cliffs of Dover. Sie lehnte aus dem Grunde auch das zeitgleiche Angebot von David O. Selznick ab, in dem Heimatfrontepos Als du Abschied nahmst mitzuwirken und entschied sich für Modell wider Willen und die Zusammenarbeit mit Charles Boyer.
Die Produktion ging zunächst unter dem Arbeitstitel A Woman's Privilege vor die Kameras, ehe der Film in Together Again umbenannt wurde, eine Anspielung auf die erfolgreiche Wiedervereinigung von Dunne und Boyer. Ende 1944 in den nationalen Verleih gebracht, war Modell wider Willen ein finanzieller und künstlerischer Erfolg. Irene Dunne wiederholte die ihre Rolle im Dezember 1946 in der populären Radioshow Lux Radio Theatre mit Walter Pidgeon an ihrer Seite.

## Kritiken
Die New York Times lobte den Film als gelungene Unterhaltung. Besonders die beiden Nebendarsteller Mona Freeman und Jerome Courtland wurden hervorgehoben.
Insgesamt biete der Film

„heitere, federleichte Unterhaltung, die perfekt auf die Talente der Mitwirkenden zugeschnitten ist.“